# Marsha Thomason
Marsha Lisa Thomason (Moston, Manchester, 1976. január 19. –) brit színésznő.
Ismertebb szerepei közé tartozik Sarah Evers az Elvarázsolt kastély (2003) című horror-vígjátékban, Nessa Holt az NBC Las Vegas (2003–2008) című vígjáték-drámasorozatának első két évadában, Naomi Dorrit az ABC Lost – Eltűntek (2004–2010) című drámasorozatában, valamint Diana Berrigan FBI-ügynök az USA Network A nagy svindli (2009–2014) című bűnügyi drámasorozatában.

## Filmográfia

### Film
| Év   | Magyar cím                    | Eredeti cím               | Szerep                         | Magyar hang     |
| ---- | ----------------------------- | ------------------------- | ------------------------------ | --------------- |
| 1994 | Pap                           | Priest                    | ápolónő                        |                 |
| 2001 | Gagyi lovag (A fekete lovag)  | Black Knight              | Victoria a szobalány / Nicole  | Zakariás Éva    |
| 2002 | Halálnak halála               | Long Time Dead            | Lucy                           | Zakariás Éva    |
| 2002 | Tiszta lappal                 | Pure                      | Vicki                          | Herczeg Adrienn |
| 2003 | Elvarázsolt kastély           | The Haunted Mansion       | Sara Evers / Elizabeth Henshaw | Juhász Judit    |
| 2004 | Apa lettem, kisapám!          | My Baby's Daddy           | Brandy                         | Roatis Andrea   |
| 2005 |                               | The Nickel Children       | Beatrice                       |                 |
| 2006 |                               | The Package (rövidfilm)   | Melissa                        |                 |
| 2006 | A kávézó                      | Caffeine                  | Rachel                         | Roatis Andrea   |
| 2006 |                               | The Fast One (rövidfilm)  | Lucy                           |                 |
| 2006 |                               | The Tripper               | Linda                          |                 |
| 2006 |                               | Tug of War (rövidfilm)    | Sam                            |                 |
| 2007 |                               | LA Blues                  | Carla                          |                 |
| 2009 | A tenger vadjai 2. – A zátony | Into the Blue 2: The Reef | Azra                           |                 |

### Televízió
| Év        | Magyar cím                 | Eredeti cím                          | Szerep                     | Megjegyzések                                     |
| --------- | -------------------------- | ------------------------------------ | -------------------------- | ------------------------------------------------ |
| 1993      |                            | Screenplay                           | Wendy                      | 1 epizód                                         |
| 1996      |                            | Prime Suspect 5: Errors of Judgement | Janice Lafferty            | minisorozat (2 epizód)                           |
| 1996      |                            | Brazen Hussies                       | sztriptíztáncos            | tévéfilm                                         |
| 1997      |                            | Pie in the Sky                       | Sally                      | 8 epizód                                         |
| 1998–1999 |                            | Where the Heart Is                   | Jacqui Richards            | 20 epizód                                        |
| 1998–2000 |                            | Playing the Field                    | Sharon 'Shazza' Pearce     | 19 epizód                                        |
| 1999      |                            | Love in the 21st Century             | Louise                     | 1 epizód                                         |
| 2001      |                            | Table 12                             | Denie                      | 1 epizód                                         |
| 2001      |                            | Swallow                              | Tina Harford               | tévéfilm                                         |
| 2003      |                            | Burn It                              | Tina                       | 3 epizód                                         |
| 2003–2005 | Las Vegas                  | Las Vegas                            | Nessa Holt                 | - főszereplő - 1-2. évad (47 epizód)             |
| 2007      | A cukorbáró                | Cane                                 | Miranda Sanfilipino        | 1 epizód                                         |
| 2007–2010 | Lost – Eltűntek            | Lost                                 | Naomi Dorrit               | 12 epizód                                        |
| 2008      | Életfogytig zsaru          | Life                                 | Jill Abrahams              | 1 epizód                                         |
| 2008      |                            | Easy Money                           | Julia Miller               | 8 epizód                                         |
| 2008      |                            | Messiah: The Rapture                 | Mel Palmer                 | minisorozat (2 epizód)                           |
| 2009      |                            | General Hospital                     | Gillian Carlyle            | 4 epizód                                         |
| 2009–2010 |                            | Make It or Break It                  | Mary Jane "MJ" Martin      | 6 epizód                                         |
| 2009–2014 | A nagy svindli             | White Collar                         | Diana Berrigan             | főszereplő (69 epizód)                           |
| 2011      | Az élet csajos oldala      | 2 Broke Girls                        | Cashandra                  | 2 epizód                                         |
| 2013–2014 | Négy férfi, egy eset       | Men at Work                          | Selena                     | 2 epizód                                         |
| 2014      | Gátlástalanok              | House of Lies                        | ismerős                    | 1 epizód                                         |
| 2015      |                            | Safe House                           | Katy                       | 4 epizód                                         |
| 2017      | Dr. Csont                  | Bones                                | Amy Bryan                  | 1 epizód                                         |
| 2017–2018 | Doktor Murphy              | The Good Doctor                      | Dr. Isabel Barnes          | 3 epizód                                         |
| 2017–2019 | NCIS: Los Angeles          | NCIS: Los Angeles                    | Nicole Deschamp            | 6 epizód                                         |
| 2018      | SEAL Team                  | SEAL Team                            | Vanessa Ryan törzsőrmester | 3 epizód                                         |
| 2019      | Jobb idők                  | Better Things                        | Mer                        | 4 epizód                                         |
| 2020–     | COBRA – A válságstáb       | Cobra                                | Francine Bridge            | - főszereplő - magyar hangja: - Bognár Gyöngyvér |
| 2020      | MacGyver                   | MacGyver                             | Dr. Cheryl Werner          | 1 epizód                                         |
| 2021      | Castlevania – Démonkastély | Castlevania                          | Greta (hangja)             | 6 epizód                                         |
| 2021      | Magnum                     | Magnum P.I.                          | Eve                        | visszatérő szerep (4. évad)                      |
| 2022–     |                            | The Bay                              | Jenn Townsend              | főszereplő (3. évadtól)                          |

## Fordítás
- Ez a szócikk részben vagy egészben  a   Marsha Thomason című angol Wikipédia-szócikk fordításán alapul.  Az eredeti cikk szerkesztőit annak laptörténete sorolja fel. Ez a jelzés csupán a megfogalmazás eredetét és a szerzői jogokat jelzi, nem szolgál a cikkben szereplő információk forrásmegjelöléseként.